# Старбъкс
„Старбъкс Корпорейшън“ (на английски: Starbucks Corporation) е международна верига от кафенета.
Нейната централ е в Сиатъл, щата Вашингтон, САЩ, където е открито първото им кафене. Това е най-голямата компания в кафеения бизнес в света.
„Старбъкс“ предлага топли и студени напитки, кафе на зърна, инстантно кафе, чай, сладкиши и закуски. Повечето кафенета от веригата предлагат и пакетирани хранителни стоки, студени и топли сандвичи. Също така „Старбъкс“ има собствена марка сладолед.
От своето основание през 1971 година компанията „Старбъкс“ започва да се разширява с бързи темпове. Откриват се средно по 2 нови кафенета всеки ден.
В началото на 1980 г. компанията „Старбъкс“ е била рентабилна, но в края на 1980 година губи пари поради експанзията в Средния запад и Британска Колумбия. През 1990 г. компанията има малка печалба.
В периода на разширението на дейността си в Калифорния през 1991 година компанията „Старбъкс“ става модерна.
Първото заведение на компанията „Старбъкс“ извън САЩ или Канада е открито в средата на 1990-те години. През 2009 г. веригата планира да отвори 900 нови обекта извън САЩ, но обявява, че смята да затвори 300 магазина в САЩ от 2008 г. насам.
Притежава 16 635 кафенета в 49 държави. Най-много кафенета има в САЩ (общо над 11 000 бр.), България, Канада, Япония и др.
Логото им се отнася към числото на най-известните в света. Логото и като цяло марката „Старбъкс“, според статистиката, е разпознаваем в 7 от 10 случая.
Продава също книги, музикални записи и филми чрез „Старбъкс Ентъртейнмънт“ и „Хиър Мюзик“.

## История
Първото заведение от веригата отваря врати през 30 март 1971 година в Сиатъл. Собственици на обекта са 3 приятели: учителят по английски Джери Болдуин, учителят по история Зев Сейгъл и писателят Гордън Болкер. Те били вдъхновени от предприемача Алфред Пийт да се захванат с този бизнес. Първоначално компанията е носила името „Пекуод“, но това име е отхвърлено и компанията е наречена „Старбъкс“.